# Джерело б/н (урочище «Рудавець», Майданське лісництво, квартал 5, виділ 20)
Джерело б/н — гідрологічна пам'ятка природи місцевого значення. Об'єкт розташований на території Міжгірського району Закарпатської області, ДП «Міжгірське ЛГ», урочище «Рудавець», Майданське лісництво, квартал 5, виділ 20.
Площа — 0,5 га, статус отриманий у 1984 році (Рішення Закарпатського Облвиконкому від 23.10.1984 р. № 253).
Охороняється джерело мінеральної аоди та прилегла територія. Вода вуглекисла, гідрокарбонатнохлоридно-натрієво-кальцієва. Загальна мінералізація - 0,28 г/л. Мікроелементи - марганець. Для лікування захворювань органів травлення.